# سینما نفت
ساختمان سینما نفت پیش از جنگ جهانی دوم آغاز و با نام سینما تاج در سال ۱۳۲۳ گشایش یافت. این سینما که نمای آجر قرمز دارد در آبادان، محله بوارده جنوبی واقع شده و در تاریخ ۱۰ دی ۱۳۸۱ با شمارهٔ ثبت ۷۰۴۲ به‌عنوان یکی از آثار ملی ایران به ثبت رسیده‌است.
این سینما را جیمز مالیسِن ویلسِن (به انگلیسی: James Mollison Wilson)، معمار اسکاتلندی، به سبک آرت دکو طراحی کرده‌  و به دست معمار غلامحسین هلاله ساخته شده است.